# 叶夫根尼·巴利茨基
叶夫根尼·维塔利耶维奇·巴利茨基（俄語：Евгений Витальевич Балицкий；1969年12月10日—），烏克蘭親俄合作者、商人。

## 生平
巴利茨基出生在梅利托波爾，1991年畢業於坦波夫高等軍事航空工程學校，後進入空軍服役，至1995年以上尉軍階退役。
1998年至2002年以獨立人士身份當選扎波羅熱州議會議員。2004年加入地區黨。2010年至2012年再度當選州議會議員。2012年至2019年當選乌克兰最高拉达議員。
2022年俄羅斯入侵烏克蘭，梅利托波爾被俄軍佔領後，他協助俄軍在該市建立親俄政府。3月11日，俄軍逮捕了梅利托波爾市長伊萬·費多羅夫，任命加琳娜·丹尼爾琴科為代理市長。不過丹尼尔琴科可能只是一個橡皮圖章，市政府的實權掌握在巴利茨基手中，烏克蘭國家安全局將巴利茨基稱為梅利托波爾市偽政府的「灰衣主教」。
5月9日，俄軍任命巴利茨基為扎波羅熱州州長。